# Nata di marzo
Nata di marzo è un film del 1958 diretto da Antonio Pietrangeli.

## Trama
Mentre passa la domenica insieme a un amico la diciannovenne Francesca ricorda la sua relazione con Sandro, un architetto maturo, con cui si sposa in quanto lui è attratto dal carattere gioviale e brioso di lei. I due si sposano e i primi tempi sono felici ma il carattere bizzarro, viziato e volubile, dovuto alla giovane età, iniziano a irritare Sandro tanto che Francesca va via di casa.
Francesca va a vivere in una pensione e riallaccia qualche amicizia ma ripensa spesso a Sandro e lo stesso fa lui. Quando si ritrovano, entrambi fingono indifferenza l'uno verso l'altra, anzi Francesca pensa che Sandro l'abbia tradita e quindi finge di avere un'amante. I due si salutano definitivamente ma, superando il proprio risentimento, si accorgono di amarsi ancora più profondamente di prima.

## Riconoscimenti
- 1958 – Festival internazionale del cinema di San Sebastián
  - Concha de Plata alla migliore attrice a Jacqueline Sassard